# Bitotol
Bitotol est une localité située dans la commune de Nkolafamba, région du Centre au Cameroun. On y accède par la route qui lie Yaoundé à Nkolafamba et Akonolinga.

## Population et développement
En 1965, la population de Bitotol était de 87 habitants. La population de Bitotol était de 638 habitants dont 315 hommes et 323 femmes, lors du recensement de 2005. Ce sont principalement des Bané.